# 워릭성

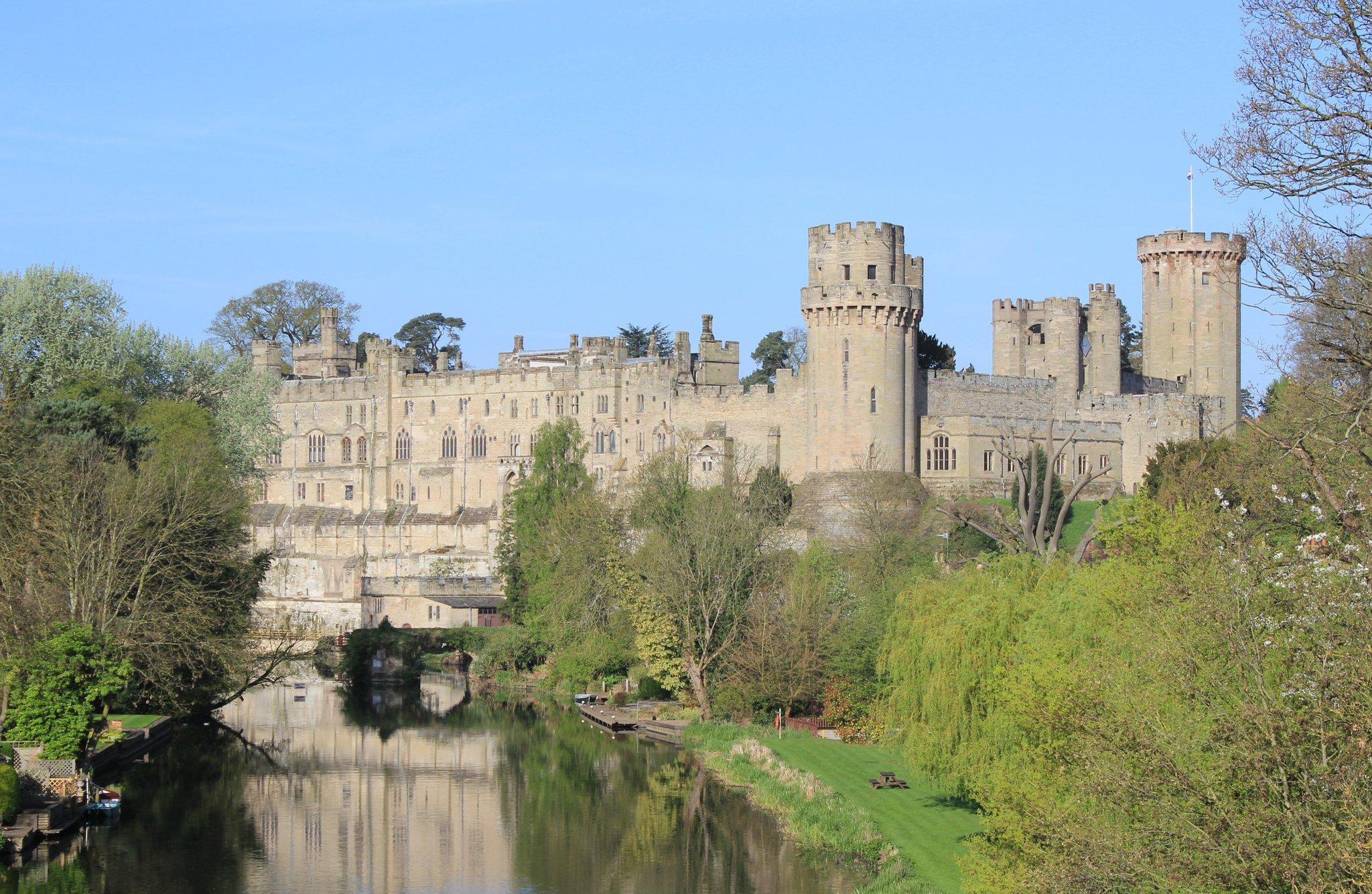
워릭성

워릭성(영어: Warwick Castle)은 영국 워릭셔주 워릭에 위치한 성이다.